# Eduard Zachäus Herrmann
Eduard Zachäus Herrmann (* 18. April 1807 in Weiden i.d.OPf.; † 10. Februar 1854 in München) war ein bayerischer Abgeordneter und Stadtschreiber in Weiden.

## Leben
Herrmann war Stadtschreiber in Weiden i.d.Opf. Von 1849 bis zu seinem Tod gehörte er als Abgeordneter der Kammer der Abgeordneten des Bayerischen Landtags an.
Er war verheiratet mit Margarethe Dienstl (1806–1899) und bekam mit ihr acht Kinder, darunter der Beamte und Politiker Josef von Herrmann.